# Vicunya
La vicunya (Vicugna vicugna) és un dels dos camèlids salvatges d'Amèrica de Sud, que viuen als prats alpins dels Andes i que pertany a la tribu dels laminis. L'altre és el guanac, que viu a cotes més baixes. Les vicunyes són parents de la llama, i es creu que ara són l’avantpassat salvatge de les alpaques domesticades, que es crien per la seva llana. Les vicunyes produeixen petites quantitats de llana molt fina, procés que la fa molt costosa perquè l’animal només es pot esquilar cada tres anys i s’ha de capturar quan gaudeix de la vida salvatge. Quan es teixeix, el producte de la llana de la vicunya és molt suau i càlid. Els incas valoraven molt les vicunyes per la seva llana, i anava contra la llei que qualsevol persona, menys la reialesa, portés roba de vicunya. Avui dia, la vicunya és l'animal nacional del Perú i apareix a l'escut peruà.
Tant sota el domini de l'Inca com avui, les vicunyes han estat protegides per la llei, però van ser fortament caçades durant la colonització espanyola. En el moment en què es van declarar en perill el 1974, només quedaven uns 6.000 animals. Avui en dia, la població de la vicunya s'ha recuperat a uns 350.000 i, tot i que les organitzacions de conservació han reduït el seu nivell de classificació de les espècies amenaçades, encara demanen programes de conservació actius per protegir les poblacions de la caça furtiva, la destrucció de l'hàbitat i altres amenaces.

## Filogènesi
Els camèlids es classifiquen en l'ordre dels artiodàctils, el subordre dels tilòpodes i la família dels camèlids. Antigament se'ls va conèixer amb el nom de "auquènids", terme encunyat per Illiger ei 1811. Aquest nom va estat modificat per incorrecte, ja que en 1789 Thunberg l'havia utilitzat per descriure un gènere d'escarabats. La família Camelidae està formada per dues tribus: els Camelini i els Lamini. La tribu Camelini habita en zones desèrtiques d'Àsia i Àfrica i es coneix com camèlids de el Vell Món. La tribu dels Lamini habita Amèrica de Sud al llarg de la serralada dels Andes i es coneix com Camèlids Sud-americans (CSA) o camèlids de el Nou Món. Els CSA, a diferència dels camèlids del Vell Món, no tenen gepa i són de menor grandària.
Les dues espècies silvestres de CSA, guanac i vicunya, es van descriure més tard com Camelus guanicoe (Müller, 1776) i Camelus vicugna (Molina, 1782), respectivament. Al 1800 Cuvier va classificar els CSA en el gènere Lama i el 1924 Frederuc P. Miller va separar la vicunya dels altres CSA creant el gènere Vicugna. Més recentment, les anàlisis de l'ADN de CSA han permès determinar que l'alpaca procedeix de la vicunya i la llama del guanac. Per tant, s'ha reclassificat l'alpaca, abans Lama pacos, com Vicugna pacos.

## Descripció
La vicunya es considera més delicada i lleugera que el guanac alhora que més petita. Un element distintiu clau de la morfologia són les dents incisives més ben desenvolupades del guanac. El pelatge llarg i llanós de la vicunya és de color marró a l'esquena, mentre que els cabells de la gola i el pit són blancs i força llargs. El cap és lleugerament més curt que el guanac i les orelles són una mica més llargues. La longitud del cap i del cos oscil·la entre 1,45 i 1,60 m; l'alçada de les espatlles és de 75 a 85 cm, i el seu pes oscil·la entre 35 a 65 kg. Els seus depredadors naturals son el puma i el guineu andina.
Per evitar la caça furtiva, cada any es fa un recorregut i totes les vicunyes amb pell de més de 2,5 cm es poden esquilar.

## Taxonomia i evolució
Hi ha dues subespècies de vicunya:
- Vicugna vicugna vicugna
- Vicugna vicugna mensalis

La subespècie Vicugna vicugna és d'un color més fosc, té un pronunciat floc de pèls llargs i blancs al pit, és una mica més grossa i es troba cap al nord del paral·lel 20 ° S. La segona és de pelatge més clar, no presenta el floc de pèls de pit, és més petita i es distribueix cap al sud d'aquest paral·lel.
Tot i que les vicunyes es restringeixen a les elevacions més extremes dels Andes a l’època moderna, també poden haver estat presents a les regions baixes de la Patagònia fins a 3500 km per sota d'on es trobarien normalment durant el Plistocè final i l’Holocè inicial. Els fòssils d'aquests camèlids de les terres baixes s’han assignat a una espècie coneguda com a Lama gracilis, però l’anàlisi genètica i morfològica entre ells i la moderna vicunya indica que els dos poden ser els mateixos.

## Distribució i hàbitat
Les vicunyes són originàries dels Andes centrals a Amèrica del Sud. Es troben al Perú, al nord-oest d'Argentina, a Bolívia i al nord de Xile. Una població més petita i introduïda viu al centre de l’ Equador.
Les vicunyes viuen de 3.200 a 4.800 m.d'alçada. S’alimenten durant el dia de les planes herboses de la serralada dels Andes, però passen les nits a les pistes. En aquestes zones, només creixen herbes de praderies i Festuca, pobres en nutrients però resistents. Els rajos del sol són capaços de penetrar a la tènue atmosfera, produint temperatures relativament càlides durant el dia; tot i que, les temperatures baixen a sota zero a la nit. El pelatge gruixut i suau de la vicunya és una adaptació especial que atrapa capes d'aire càlid properes al seu cos, de manera que pot tolerar temperatures gèlides.

## Comportament

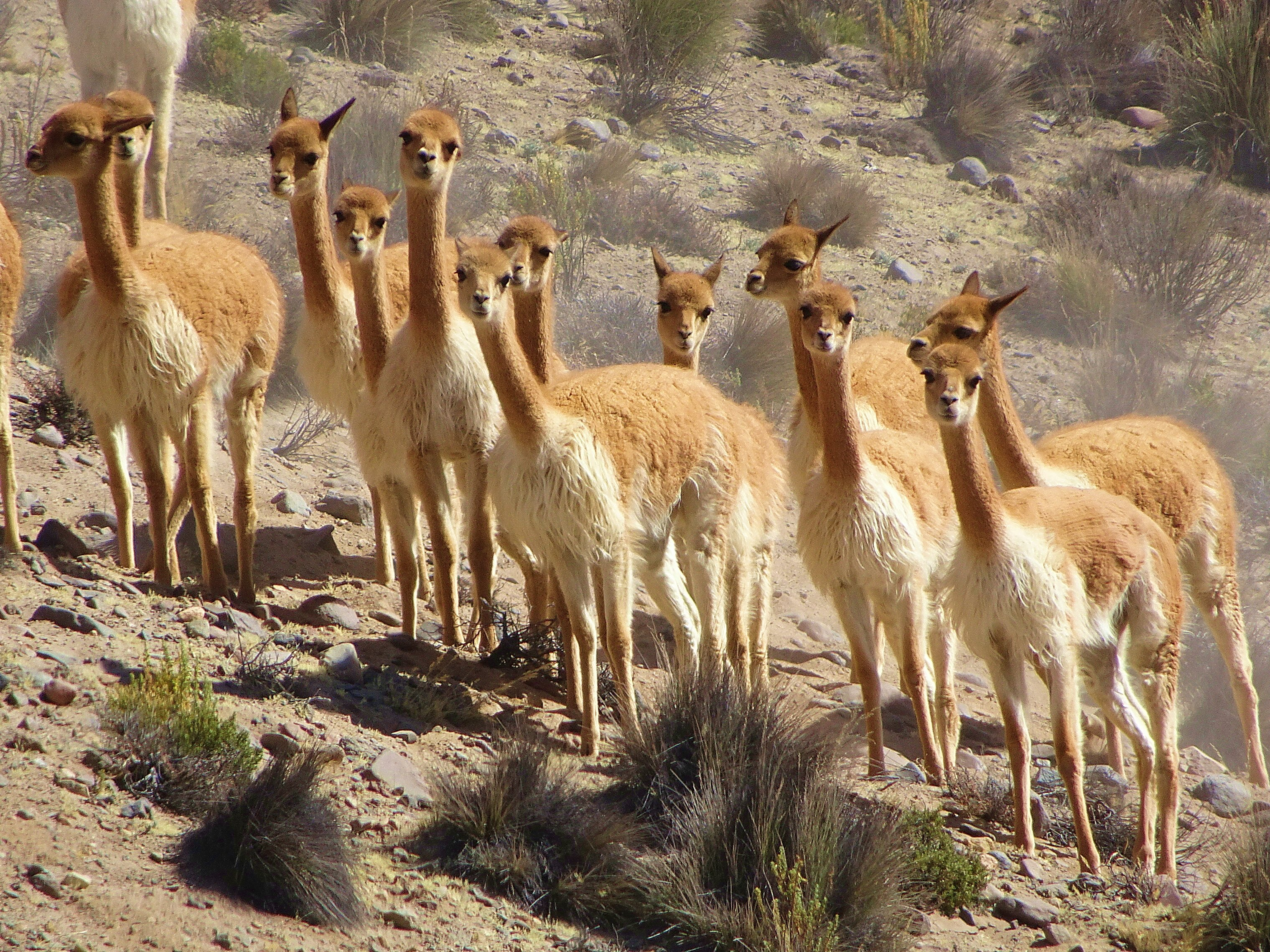
Ramat de vicuñas a prop d'Arequipa, Perú

El comportament de les vicunyes és similar al dels guanacs. Són animals molt tímids i són fàcilment irritables pels intrusos, degut, entre altres coses, a la seva extraordinari aparell auditiu. Com els guanacs, llepen freqüentment pedres i roques calcàries riques en sal i també beuen aigua salada. La seva dietes consisteix principalment en herbes baixes que creixen als prats andins.
Les vicunyes viuen en grups familiars formats per un mascle, de cinc a quinze femelles i les seves cries. Cada grup té el seu propi territori d'uns 18 km², que pot fluctuar en funció de la disponibilitat d'aliments.
L'aparellament sol produir-se al març-abril i, després d'un període de gestació d'uns 11 mesos, la femella dona a llum un sol cervatell, que el manté durant uns 10 mesos. Per la seva incapacitat de llepar de la mare, la cria ha d'assecar-se al sol. El cervatell s’independitza als 12 o 18 mesos. Per a contrarrestar els efectes de la baixa pressió parcial d'oxigen donada l'alçada dels territoris d'on viuen la seva sang té una alta concentració de glòbuls vermells, prop de 14 milions/mm3, el que permet una major superfície de captació i transport de l'oxígen.
Els mascles joves formen grups de solters i les femelles joves cerquen un grup de femelles per unir-s'hi. Això dissuadeix la competència intraespecífica i la consanguinitat.

## Conservació

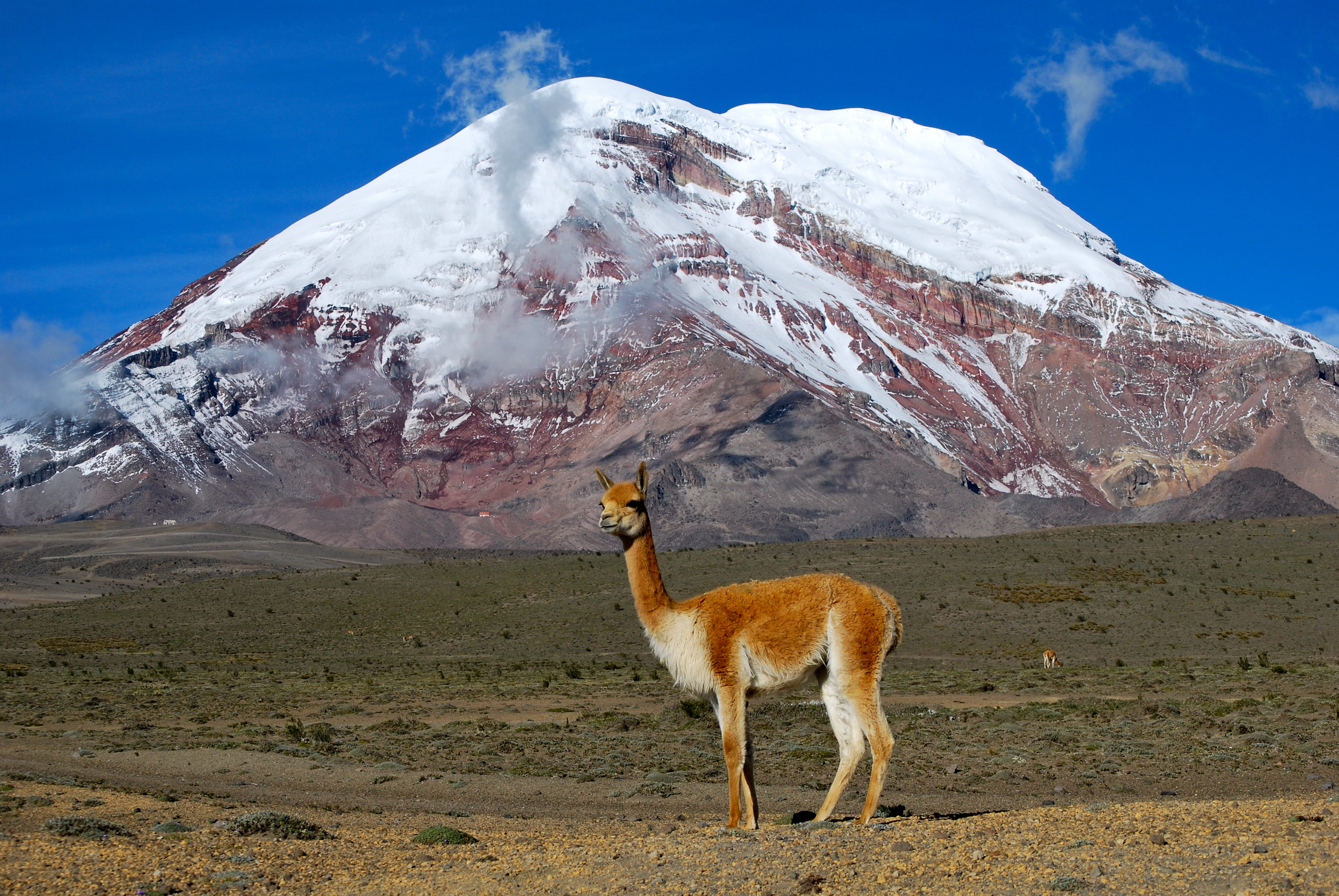
Vicunya a prop de Chimborazo, a l’Equador

Des del període de la conquesta espanyola fins al 1964, la caça de la vicunya no va tenir restriccions, cosa que va reduir el seu nombre a només 6.000 als anys seixanta. Com a resultat, l'espècie es va declarar en perill d'extinció el 1974 i el seu estat prohibia el comerç de llana de vicunya. Al Perú, durant el 1964–1966, el US Peace Corps, Nature Conservancy, dels Estats Units, World Wildlife Fund i la Universitat Nacional Agrària de La Molina de Lima, van establir un programa de conservació per a la vicunya anomenat Pampa Galeras - Barbara D'Achille a la província de Lucanas, Ayacucho. Durant aquell temps, es va celebrar a Nazca una acadèmia de guàrdia, on es van formar vuit homes del Perú i sis de Bolívia per protegir la vicunya de la caça furtiva. La població estimada al Perú va augmentar de 6.000 a 75.000 amb la protecció dels guardians de caça. Actualment, la comunitat de Lucanas fa cada any un chaccu (pastura, captura i esquilada) a la reserva per collir la llana, organitzat pel Consell Nacional dels Camèlids Sud-americans (CONACS).
La llana es ven al mercat mundial per més de 300 dòlars per kg, per ajudar a donar suport a la comunitat. A Bolívia, la Reserva Nacional Ulla Ulla es va fundar el 1977 en part com a santuari de l'espècie. El seu nombre va créixer fins als 125.000 al Perú, Xile, Argentina i Bolívia. Atès que es tractava d'un "cultiu efectiu" per als membres de la comunitat, els països van relaxar les regulacions sobre la llana de vicunya el 1993, permetent el seu comerç una vegada més. Tot i que els nivells de població s’han recuperat fins a un nivell saludable, la caça furtiva continua sent una amenaça constant, igual que la pèrdua d'hàbitat i altres amenaces. En conseqüència, la UICN encara dona suport als programes de conservació actius per protegir les vicunyes, tot i que van reduir el seu estat a menys preocupació. El Servei de Pesca i Vida Silvestre dels EUAha reclassificat la majoria de les poblacions com a amenaçades, però encara enumera la població equatoriana com a amenaçada.

## Història de la producció de llana
La llana és popular a causa de la seva calor i s’utilitza per a peces de vestir com mitjons, jerseis, accessoris, xals, abrics i vestits i mobles per a la llar com mantes i llençols. Les seves propietats provenen de les petites escates de les fibres buides i plenes d'aire. Els fa entrellaçar i atrapar l’aire aïllant del fred i la calor. Les vicunyes tenen algunes de les fibres més fines del món, amb un diàmetre de 12 μm. La fibra de les cabres de caixmir és de 14 a 19 μm, mentre que el conill angora és de 8 a 12 μm i la de shahtoosh de l'antílop tibetà, o chiru, és de 9 a 12 μm. Com que és sensible al tractament químic, la llana sol quedar-se en el seu color natural. La vicunya només en produeix uns 0,5 kg de llana a l'any, i recollir-la requereix un procés determinat.
La recollidad e la llana de vicunya va començar amb la Cultura Huanca (Pedra) fa uns 2500 aC. Es desenvolupara durant la Cultura Paracas i posteriorment arriba a nivells d'excel·lència amb la Cultura Mochica.
Durant l'època dels inques, la llana de la vicunya es recollia mitjançant els esforços comunitaris anomenats chaccu, en què multitud de persones arrossegaven centenars de milers de vicunyes a trampes d'embut prèviament col·locades. Els animals eren esquilats i després alliberats; això només es feia una vegada cada quatre anys. Es creia que la vicunya era la reencarnació d'una bella jove donzella que va rebre una capa d'or pur un cop va consentir l'atenció d'un vell i lleig rei. Per això, era contra la llei inca que qualsevol matés una vicunya o en portés el llana, excepte la reialesa inca.
Les poblacions locals encara segueixen rituals especials amb aquestes criatures, inclosos ritus de fertilitat.

## Tipus de maneig
Amb la recuperació de les poblacions de vicunya i amb polítiques de control i conservació adequades CITES per traslladar algunes poblacions de vicunyes les seves poblacions poden ser aprofitades comercialment quan compleixen amb sistemes d'aprofitament regulats. En tot cas la fibra ha de ser obtinguda d'animals vius. Existeixen bàsicament tres sistemes de gestió per l'explotació de les vicunyes:
1. Criança en captivitat, implementat sota les normes proposades per l'Institut Nacional de Tecnologia Agropecuària (INTA) d'Argentina, per les quals grups de 10-20 vicunyes són distriuits a productors individuals pel tancat d'INTA i confinats a espais enreixats del seu ambient habitual i subjectes a un maneig mínim. En aquest cas els animals queden a càrrec del productor i la fibra de la seva propietat.[31] Els vivers particulars posseeixen un total de 600 vicunyes
2. Aprofitament assilvestrat, implementat a Perú, Bolívia i Argentina, basat en el "Reglamento Nacional para la Conservación y Manejo de la Vicuña"[32] que atorga a les comunitats camperoles el dret exclusiu a la custòdia, aprofitament i beneficis de les vicunyes ubicades en les seves àrees de jurisdicció comunal, mantenint l'Estat el dret a l'emmagatzematge i venda de la fibra. A Argentina es fan tancaments diaris de diferents poblacions de vicunyes amb dues variants de captura: mitjançant mòdul fix i mòdul mòbil. En el mòdul fix almenys part de les instal·lacions d'embut i mànega són fixes. En canvi al mòdul mòbil s'instal·len a manera temporal i funció de la població de vicunya a capturar.
3. Criança en semi-captivitat, o sistemes de cèrcols. Els principals promotors són Perú i Xile, i consisteix en el manteniment de les vicunyes en grans ambients de pastures de més de 500 ha limitades amb cèrcols de filferro i / o pedres. Aquest tipus de criança té molts avantatges: seguretat del seu manteniment davant de depredadors i caçadors, fàcil monitoratge, fàcil captura, i millor aprofitament de la fibra. La captura es duu a terme mitjançant una pràctica utilitzada des de l'època de l'imperi incaico coneguda com Chaku. El Chaku consisteix en l'arriatge i captura de les vicunyes utilitzant un cèrcol d'humans i / o vehicles que va tancant-se de mica en mica en una mena de gran embut, on els animals queden atrapats. Aquesta pràctica pot no resultar eficient i pot ser estressant per als animals, però és pràctica i revalora accions comunitàries ancestrals. Els factors estressants per a la vicunya: captura, manipulació, insensibilitzat, immobilització, temperatures extremes, sorolls, olors nous i esquella, poden incrementar els riscos de mort per xoc com ara miopatia de captura i immunosupressió o poden afectar la salut dels animals.

## Producció contemporània
Més d'un milió de petits productors dels Andes centrals de Sud-amèrica tenen alpaques, llames, vicunyes o guanacs com a principal mitjà de subsistència. Els animals proveeixen carn, llet, fibra, energia de transport i guano i, a més, són un element important de la identitat cultural dels seus pobles. Les produccións mes importans són les de llames amb 3,9 milions i alpaques 3,3 milions. Així les fibres orignàries de camèlids a la regió supera els 5 milions de kg anuals. A prop de l'30% de la producció de fibra es transforma i és usada a nivell comunitari. L'exel·lència dels velluts de les vicunyes fan que incrementin els ingresssos de les comunitats que se'n cuiden, a banda de preservar un recurs genètic en perill i els valors culturals associats.
S'estima que al Peru viuen de l'explotació de la llana de vicunya un milió i mig de persones concentrades a les regions mes pobres. A Bolivia entre 37.000 i 50.000 famílies. En ambdós casos encara es un cultiu marginal que no fa que les poblacions que s'hi dediquen surtin de la pobresa i marginalitat.
En l'actualitat en molts llocs la captura i esquila es fan cada any, la qual cosa té com a objectiu una millor vigilància, esquilándose només aquells animals amb fibres de al menys 2 cm de llarg, obtenint-taxes d'esquila que van disminuint any a any, per exemple des el 65% el 1995 al 40% el 2006. Aquestes dades permeten recomanar que els chakus haurien de fer-se cada dos anys podent obtenir produccions de fins a 250 g / animal. Considerant que les vicunyes viuen de mitjana vuit anys en el seu hàbitat natural, la producció de fibra en la seva vida és d'aproximadament 1 kg. A Catamarca, Argentina, dades del control oficial de l' Secretaria d'Ambient indiquen que sobre 207 vicunyes capturades a Laguna Colorada (3740 msnm) en l'any 2005, el pes del vellut de mitjana va resultar 461 g, i que a només 32 km de distància a Laguna Blanca (3223 msnm) 339 vicunyes van donar una mitjana de 262 g.
La subespècie millor estudiada és la Vicugna vicugna mensalis, la qual té una longitud mitjana de metxa a nivell de la capa de 32,8 mm en animals adults amb un rang entre 29,2-41,7 mm i arriba llargs de metxa a nivell del pit de 18 a 20 cm. El diàmetre mitjà de la fibra exceptuant les zones de coll i extremitats és uniforme, te una mitjana de 12,5 ± 1,5 micres, sense diferències significatives entre sexes i edats. La densitat fol·licular mitjana és de 78,7 fol·licles per mm2, amb una freqüència de pèls de 2%. La resistència a la tracció varia entre 40 i 64 N / ktex, per la qual cosa la fibra és considerada com "molt resistent".Les fibres de vicunyes que pasturen sobre pastura de bona qualitat tenen major resistència enfront aquelles que pasturen pastures de mala qualitat.
Per a la subespècie Vicugna vicunya hi ha un extens treball de caracterització de la producció de fibres en condicions de captivitat a l'INTA d'Argentina en estudi efectuat per Rebuffi (1999). En mascles captius es va observar un rang de diàmetres de 11,9-22,0 micres amb una mitjana de 13,6 micres. En mostres de la mateixa població es van obtenir mitjanes de diàmetre de fibres de 13,8 micres. Per vicunyes adultes d'ambdós sexes capturades a Laguna Blanca, Catamarca, Argentina, es van obtenir en 61 mostres una mitjana de diàmetre de fibres de 12,6 micres (DS 4,4) i un llarg de metxa en laboratori de 37,7 mm.
Actualment, el govern peruà disposa d'un sistema d'etiquetatge que identifica totes les peces que s’han creat a través d'un chacu promulgat pel govern. Això garanteix que l’animal pot ser capturat, esquilat amb vida, retornat a la natura i que no es pot esquilar de nou durant dos anys més. El programa també garanteix que una gran part dels beneficis retornin als vilatans. No obstant això, anualment s'exporten fins a 22.500 kg de llana de vicunya de forma il·legal. Estudis bioeconòmics a la regió Puno del Perú aposten per l'esquilat únic a preu constant sota cinc escenaris per nivells de rendibilitat des del 9% a l'30%. Així es determinen els valors de màxim tècnic, òptim tècnic i òptim econòmic.
Per això, alguns països han prohibit la importació de llana per salvar l'animal. Hi ha una tendència limitada però creixent a produir comercialment llana a partir de vicunyes en captivitat, amb ramats en creixement als Andes xilens. El biòleg Cristian Bonacic ha expressat la seva preocupació per la possibilitat de danyar l’hàbitat i la transmissió de malalties a les granges.
Es va dur a terme una primera exportacio de fibres de vicunya a Itàlia que ha permès millorar les infraestructures productives i un valor afegit en la seva comercialització entre 2013-2014. A juny de 2007, els preus dels teixits de vicunya poden oscil·lar entre 1.800 i 3.000 dòlars EUA per iarda. Una bufanda de llana de vicunya costa al voltant de 1.500 dòlars EUA. Un abric esportiu de vicunya a la sastreria italiana Kiton va costar almenys 21.000 dòlars EUA el 2013.

## Galeria

Vicunya a l'Escut del Perú
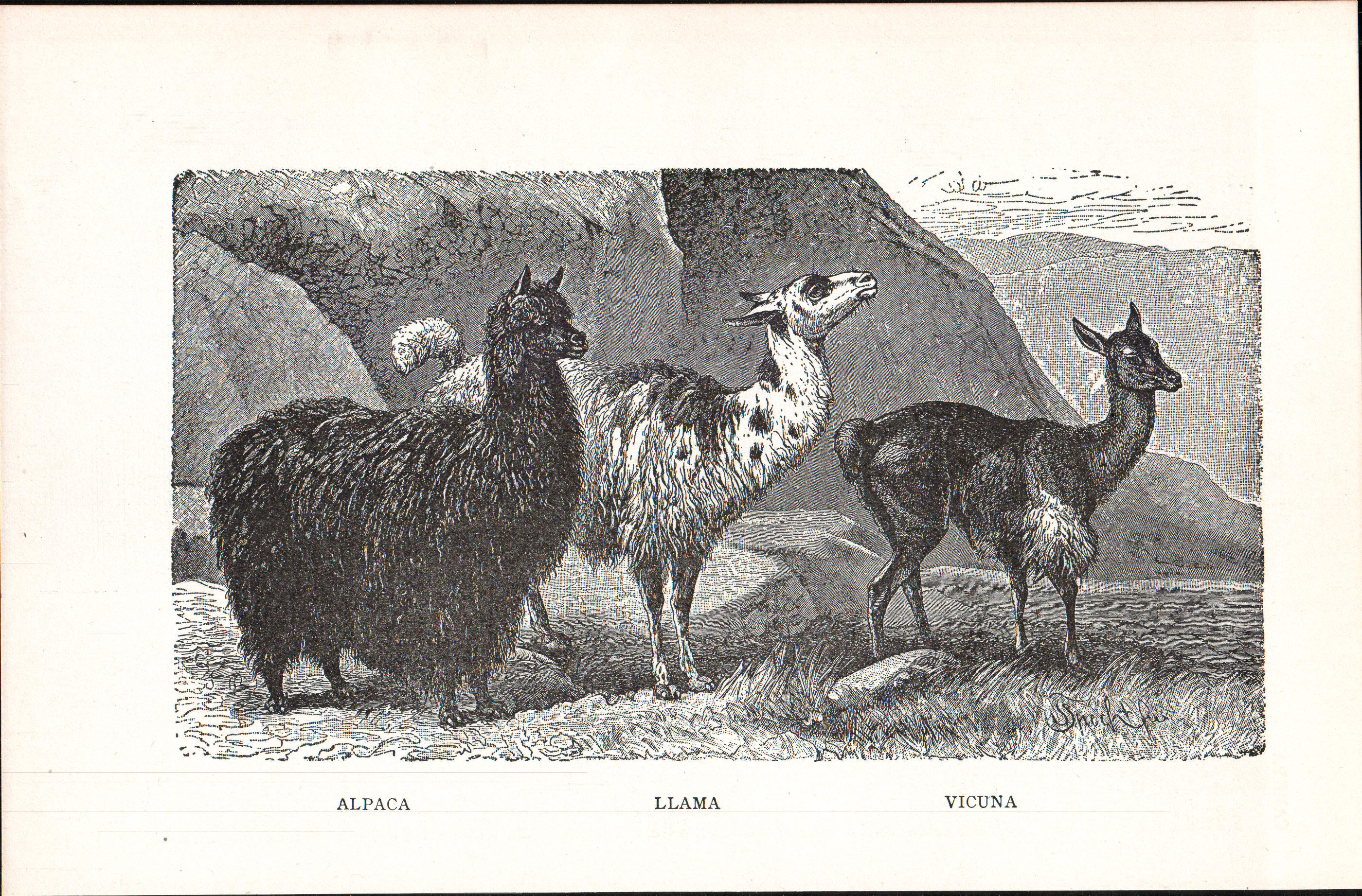
Comparació d'alpaca, llama i vicunya (1914)
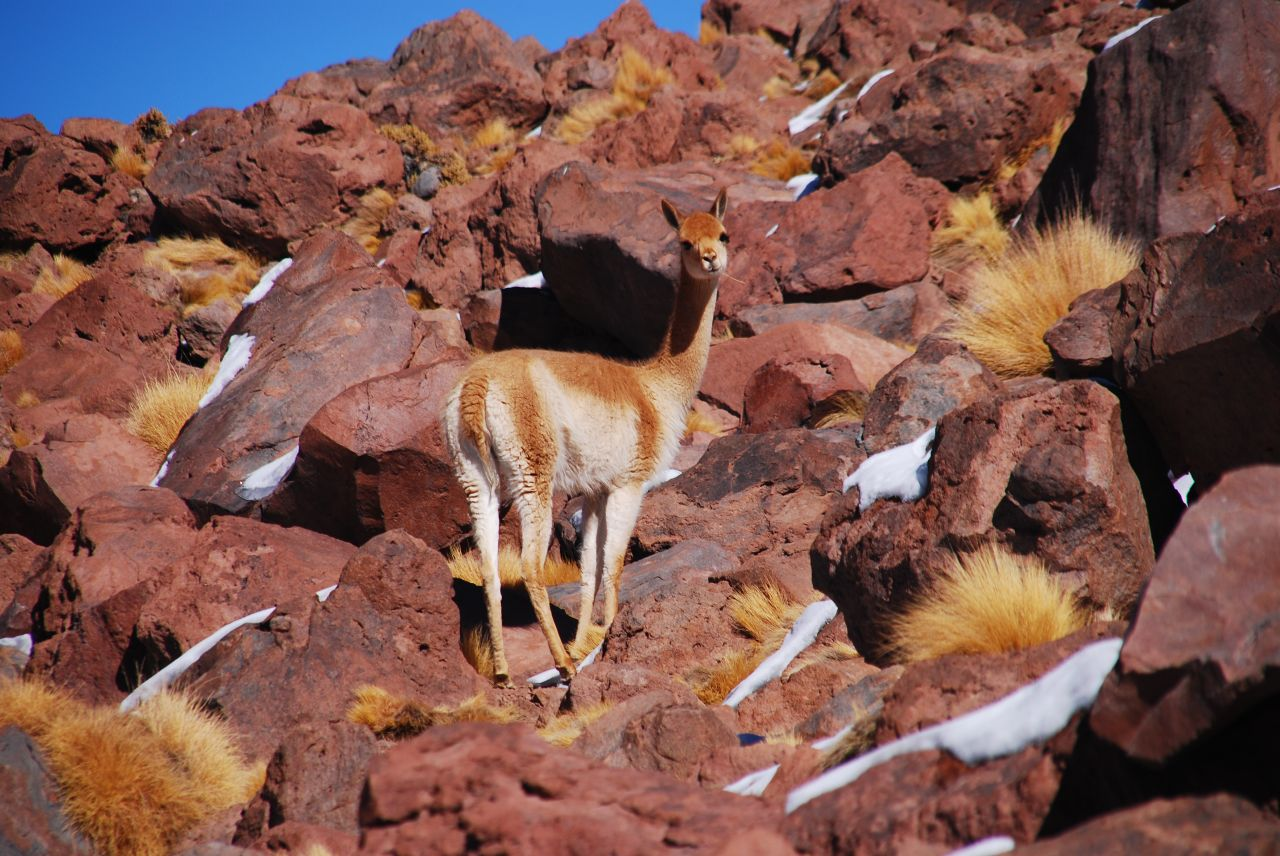
Una vicunya en terrenys rocosos (2008)
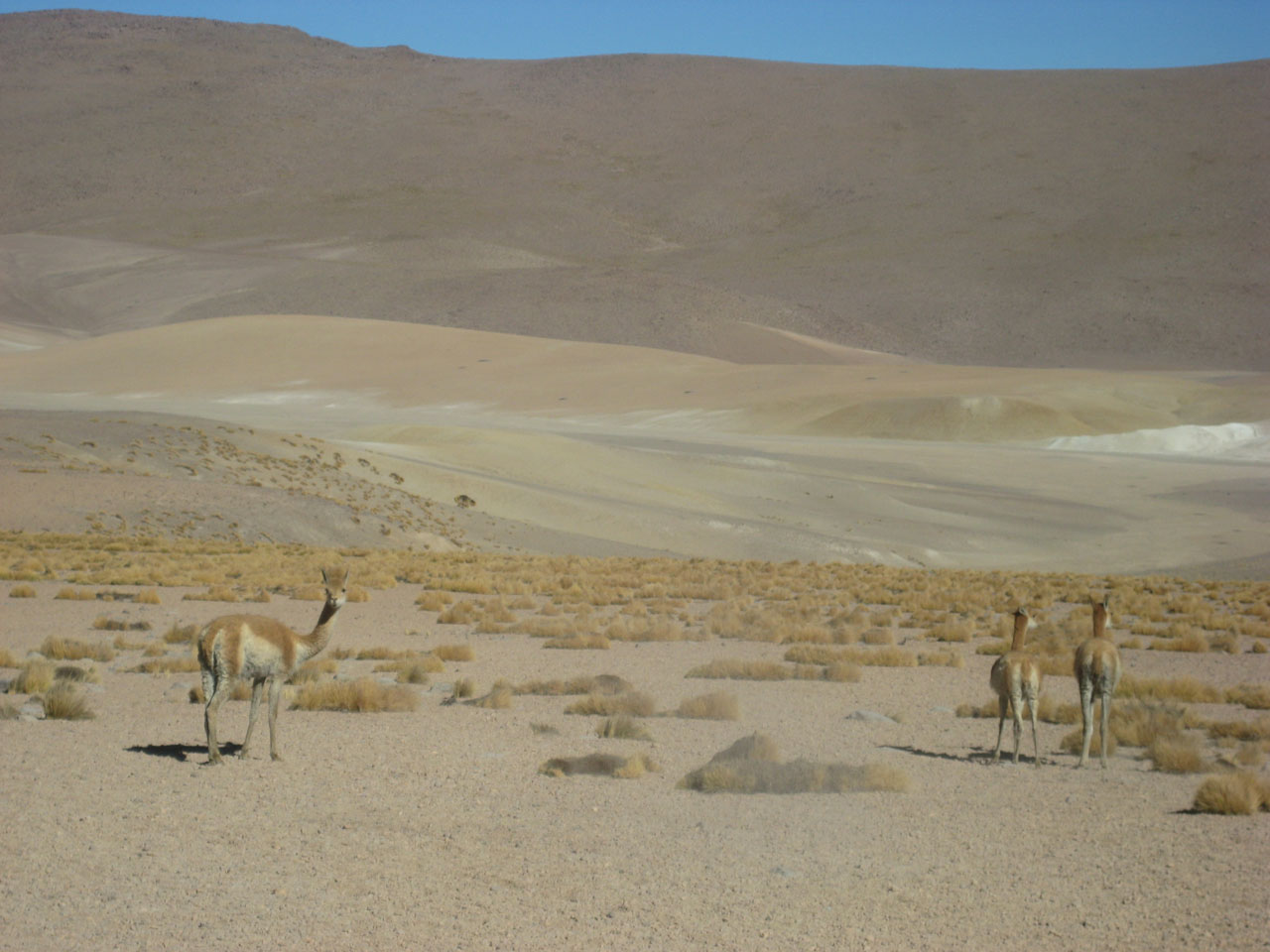
Vicunyes en cami a El Tatio Guèiser, San Pedro de Atacama, Antofagasta Region, Xile (2011)
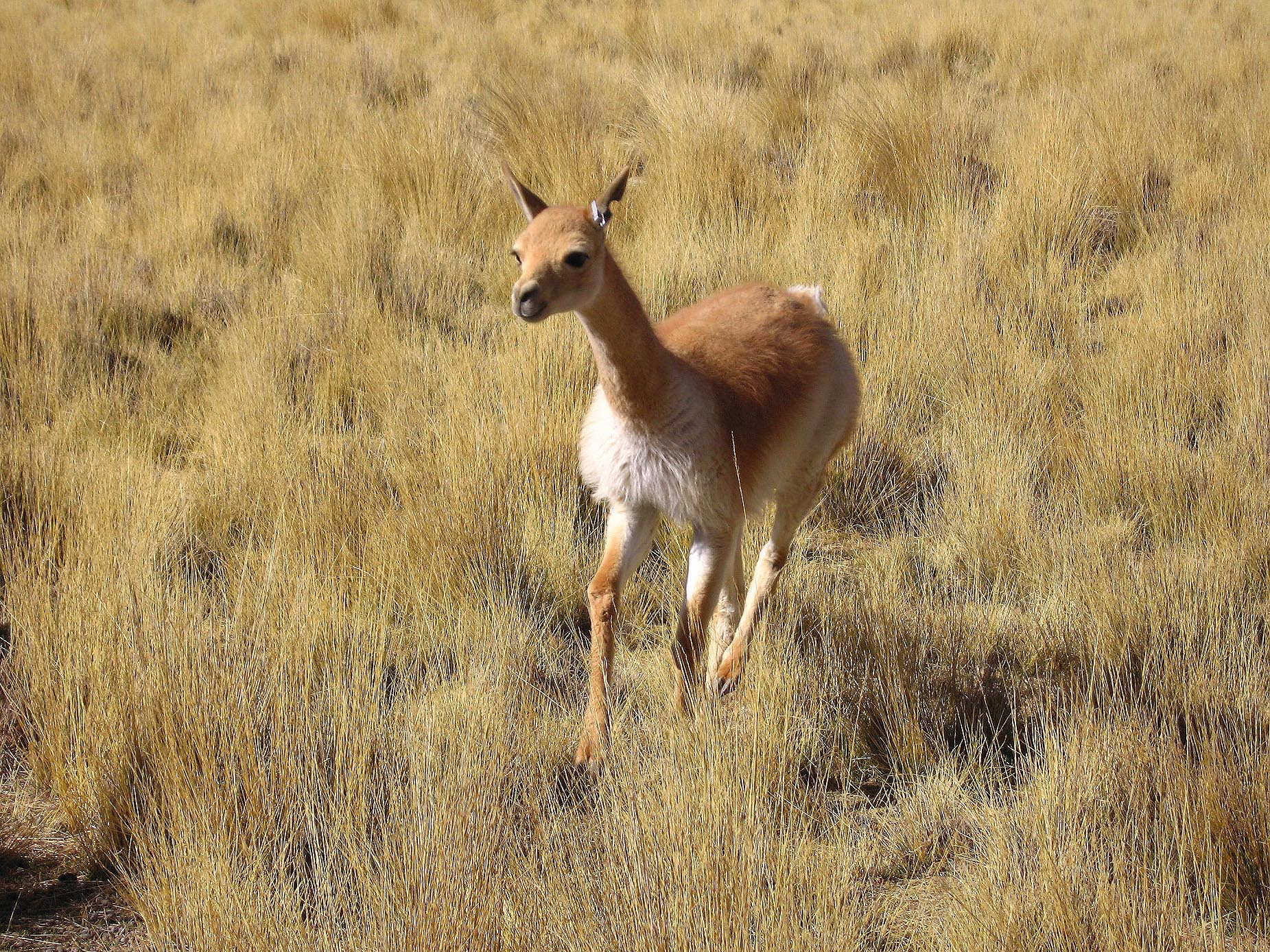
Vicunya a la província de Jujuy a l'Altiplà argentí (2011)
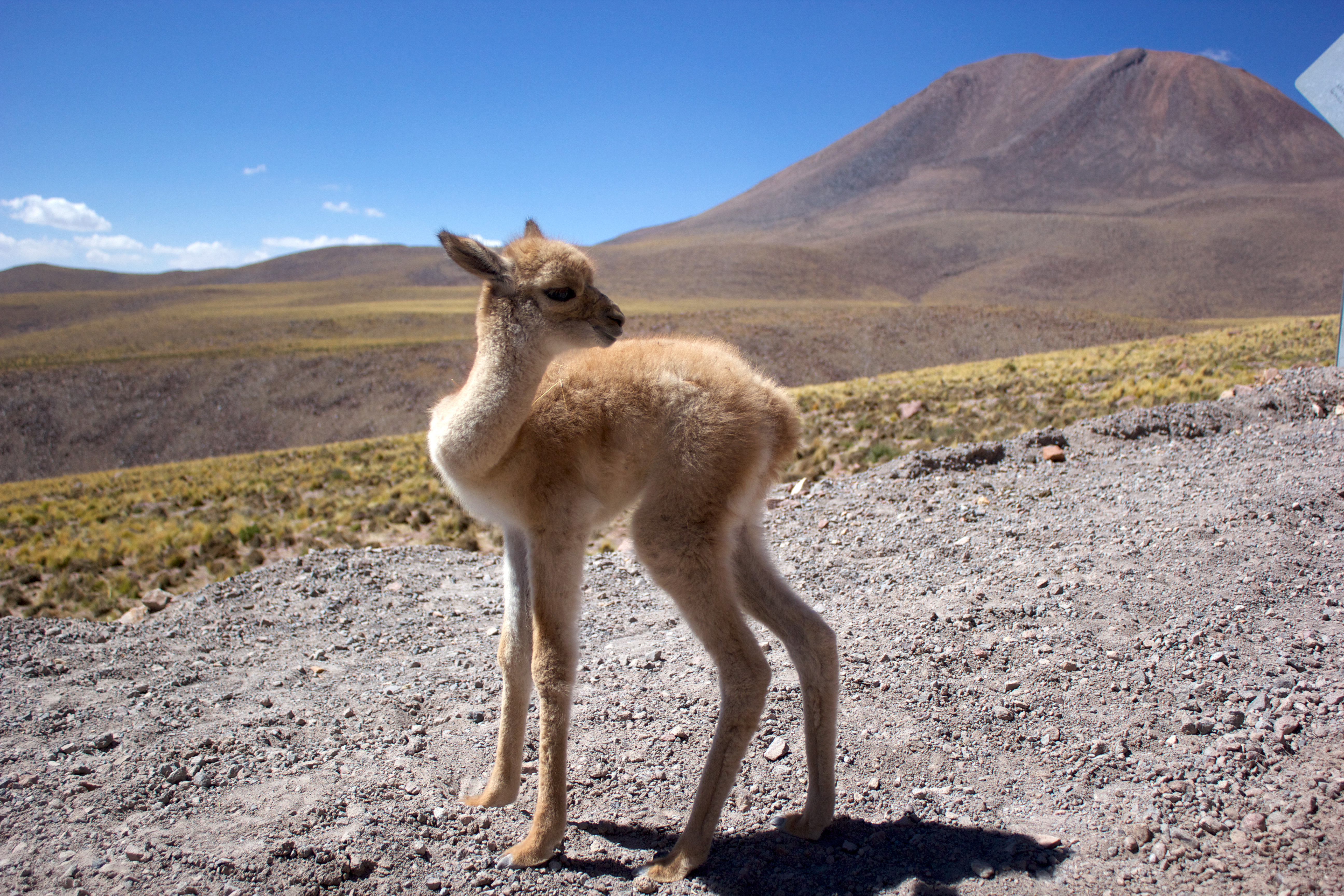
Cervatell de Vicunya al Desert d'Atacama (2014)
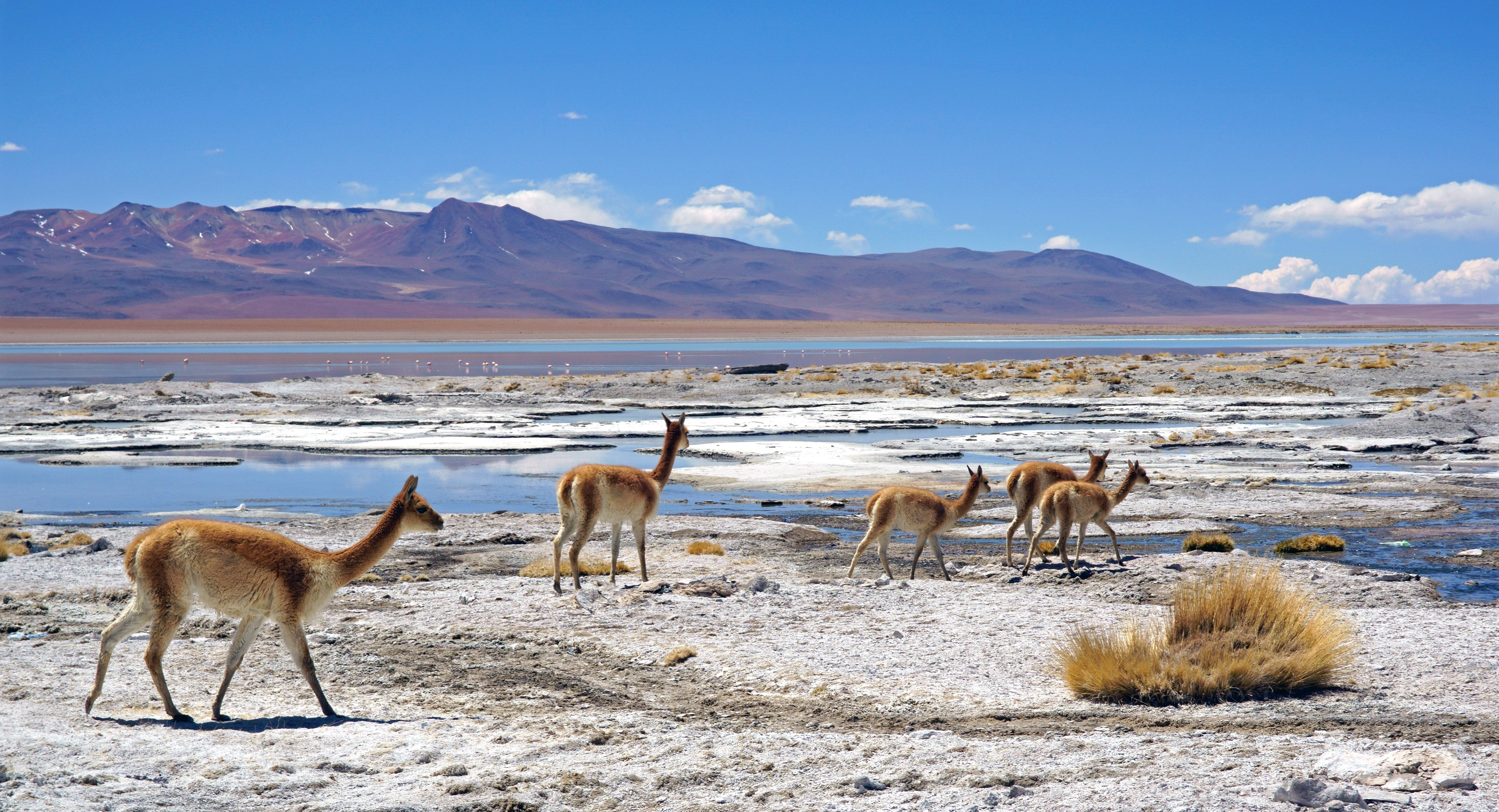
Vicunyes a Salar de Chalviri, Bolívia
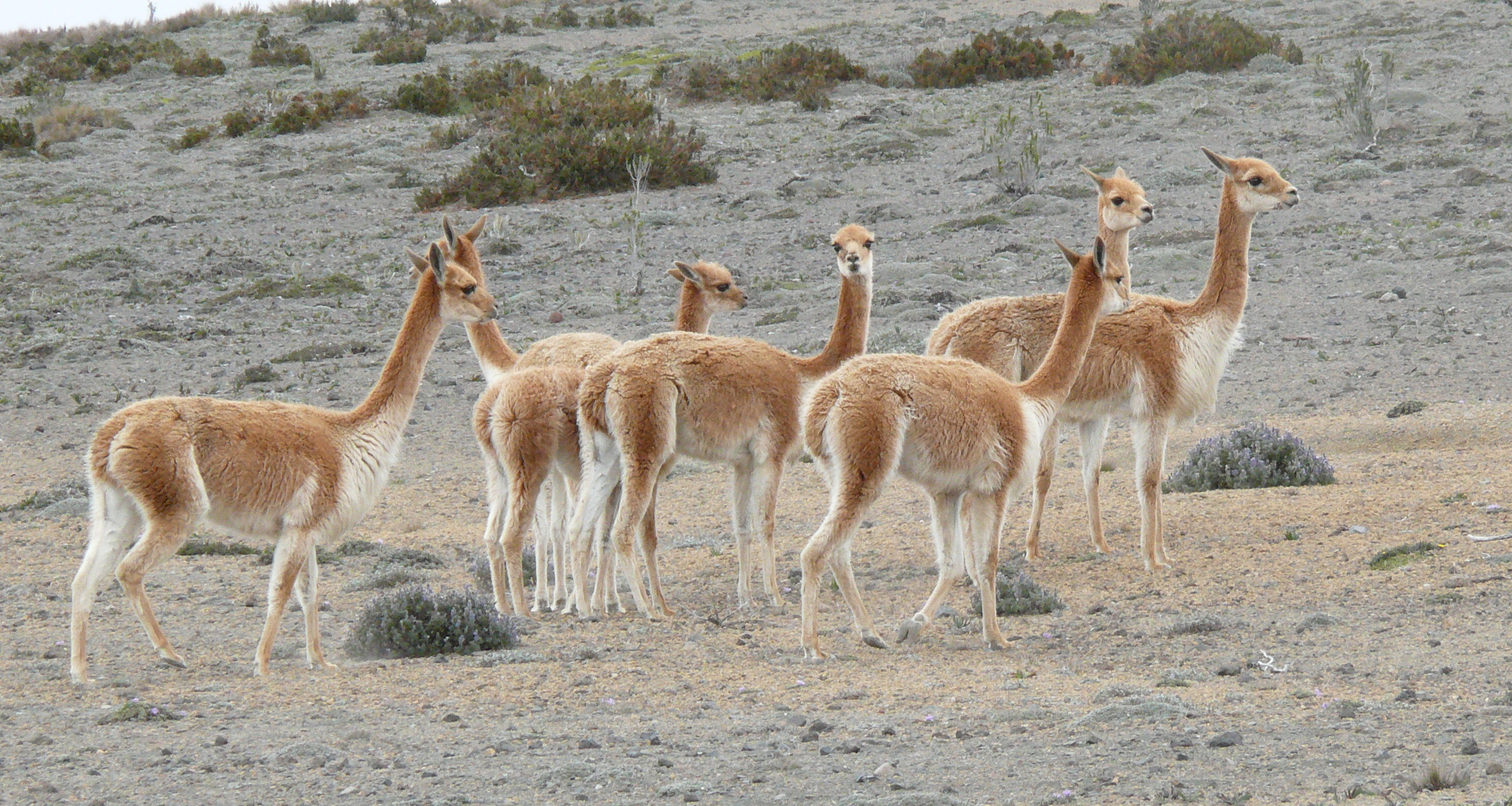
Vicunyes a la Reserva de Produccion Faunistica Chimborazo